# Ludwig Benick
Ludwig Benick (* 15. November 1874 in Grieben (Mecklenburg); † 29. März 1951 in Lübeck) war ein deutscher Entomologe. Sein Autorenkürzel ist L. Benick.

## Leben

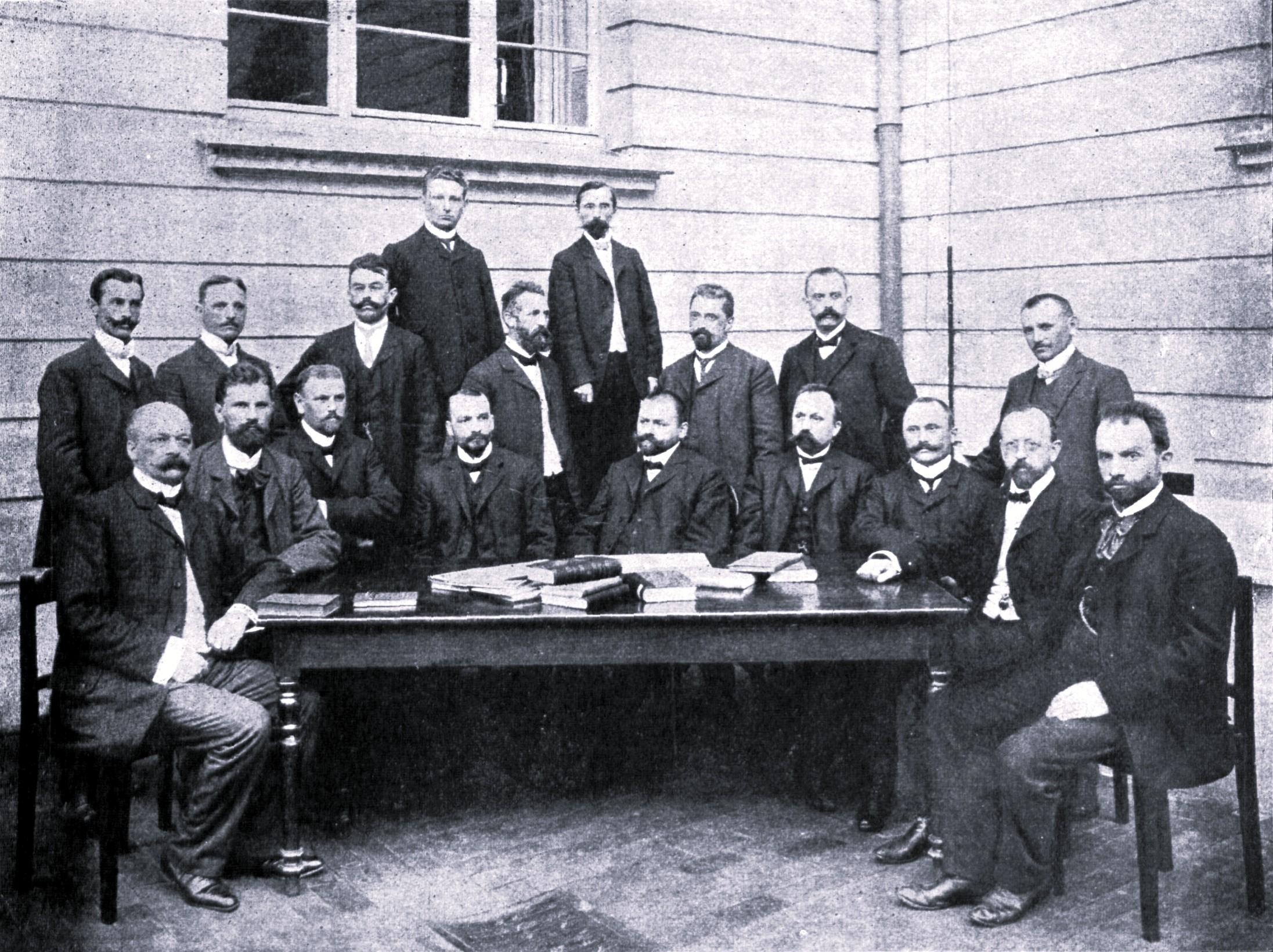
Ludwig Benick (stehend links) auf einem Gruppenbild des Schullehrerseminars 1907

Nach seiner Schulzeit machte Benick bis 1895 eine Ausbildung zum Volksschullehrer. 1905/06 besuchte er in Leipzig Kurse, um als Mittelschullehrer zu unterrichten. 1907 kam er als Seminarlehrer an das Lübecker Lehrerseminar. Nach dessen Schließung 1925 unterrichtete er von 1926 bis 1934 er am Johanneum zu Lübeck.

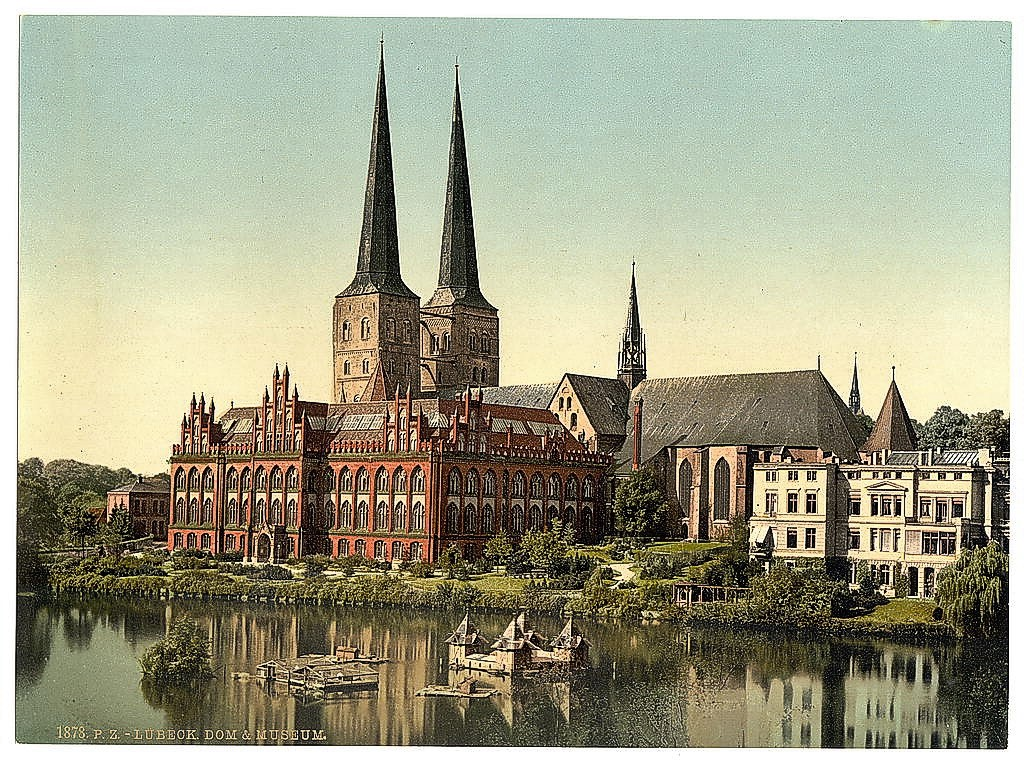
Museum am Dom

Ab 1920 war er nebenamtlicher Konservator des Museums für Naturkunde im Museum am Dom, dem heutigen Museum für Natur und Umwelt Lübeck. Mit einer Devisenspende von Clara Lagerlöf aus New York City, der Tochter des 1913 verstorbenen Kustos Heinrich Lenz, konnte Benick in der Inflationszeit die Lübecker Naturkunde neu aufstellen. Ab 1934 war Benick dazu Leiter der staatlichen Stelle für Naturdenkmalpflege und baute die prähistorische Abteilung des Museums auf. Er war Mitglied im Lübecker Denkmalrat sowie Vorsitzender des von Wilhelm Ohnesorge als Tochtergesellschaft der Gesellschaft zur Beförderung gemeinnütziger Tätigkeit bis 1936 geprägten Vereins für Heimatschutz.
Während des Krieges koordinierte er den Seidenbau im zentralen Schulgarten und den Schulgärten der einzelnen Lübecker Schulen zur Gewinnung von Naturseide für die Rüstung.
Im Luftangriff auf Lübeck 1942 wurde das Museum und damit auch ein großer Teil seines wissenschaftlichen Lebenswerks völlig zerstört. Nach Kriegsende 1945 begann Benick mit dem Wiederaufbau der Sammlungen, auch mit Hilfe befreundeter naturkundlicher Museen und Sammlungen. Seine Hoffnung auf einen raschen Wiederaufbau des Museums erfüllte sich aber nicht. Die Ruine des neugotischen Baus wurde abgerissen, und das neue Museum für Natur und Umwelt Lübeck konnte erst in den 1960er Jahren unter Gotthilft von Studnitz eröffnet werden.
Zuletzt wohnte Benick in der Viktoriastraße 7 in St. Jürgen, des zum äußeren Bezirk der Domgemeinde gehörenden Stadtteils, und wurde auf dem Friedhof an dessen Kapelle  bestattet. Das Behnhaus besitzt ein Porträt Benicks, das 1945 von Gertrud Siemers gemalt wurde.

## Wirken als Entomologe
Benick begann früh mit dem Sammeln und Beschreiben von Käfern. Er galt als führender Spezialist für die Staphiliniden (Kurzflügler)-Subfamilien Steninae, Megalopsidiinae und Euaesthetinae (Coleoptera).
Zu seinem 72. Geburtstag 1946 verlieh ihm die Universität Kiel ihren Ehrendoktor.
Sein Sohn Georg Benick (1901–1992) setzte seine Forschungen fort.
Benicks Sammlung Coleoptera, speziell Staphylinidae kam an das Field Museum of Natural History in Chicago. Der regionale Teil ging später zusammen mit der Sammlung des Sohnes an das Naturhistorische Museum Lübeck.

### Erstbeschreibungen
Benick beschrieb 389 Species, meist Stenus-Arten, und 3 Genera Staphylinidae.
- Stenus trisulcatus L.Benick, 1913[8]
- Stenus velebiticus L.Benick, 1915
- Stenus kuennemanni L.Benick, 1917
- Stenus proprius L.Benick, 1921
- Stenus chobauti L.Benick, 1927
- Stenus connatus L.Benick, 1929
- Stenus cirrus L.Benick, 1940
- Bledius pechlaneri L.Benick, 1943

## Schriften
- Über einige brasilianische Aulacotrachelinen und Steinen (Col., Staph.). Helsingfors: Centraltryckeri 1920
- Steninae (Staphyl.) Troppau: E. Reitters Nachf. 1929 (= Bestimmungs-Tabellen der europäischen Coleopteren 96)
- Steninen von Marokko und Spanien. Helsingfors: Akad. Buchh. /Berlin: Friedländer 1932 (= Commentationes biologicae // Societas scientiarum Fennica 3, 10)
- Naturschutz in Lübeck. Lübeck: Rahtgens 1939 (= Verein für Heimatschutz, Lübeck: Jahresheft 1939)
- (posthum) Pilzkäfer und Käferpilze: Ökologische und statistische Untersuchungen. Helsinki: Akademische Buchhandlung 1952 (= Acta zoologica Fennica 70)